# Juan Carlos Muzzio
| Odkryte planetoidy: 2 | Odkryte planetoidy: 2 |
| --------------------- | --------------------- |
| (3666) Holman         | 19 kwietnia 1979      |
| (7372) Emimar         | 19 kwietnia 1979      |

Juan Carlos Muzzio (ur. 1946) – argentyński astronom. Był dyrektorem Instytutu Astrofizyki w La Placie. Jego praca badawcza dotyczy głównie dynamiki ruchu gwiazd, jest autorem bądź współautorem ponad stu prac naukowych o tej tematyce. W 1979 roku odkrył dwie planetoidy.
W uznaniu jego pracy jedną z planetoid nazwano (6505) Muzzio.